# Цеханович, Борис Борисович
Борис Борисович Цеханович (2 ноября 1969, Балаково, Саратовская область, РСФСР, СССР — 11 января 2019, Балаково, Саратовская область, Россия) — российский автогонщик, шестикратный чемпион России по автокроссу, заслуженный мастер спорта.

## Карьера
Начал заниматься автоспортом в 1982 году. Его спортивная карьера началась с выступления на картинге в классе «Союз». Выступать на багги начал с 1987 года, в этом году он принял участие в 11 соревнованиях и стал серебряным призёром РСФСР, выступил в составе сборной РСФСР на чемпионате СССР, где занял 6 место.
В 1988 году занял 1 место в личном зачете Чемпионата Госагропрома СССР в классе СКА 7-10, после чего получил звание КМС. В дальнейшие годы был неоднократным призёром традиционных соревнований по автокроссу в классе багги.
С 1995 г. работал начальником спортивного автоклуба «ИРГИЗ» г. Балаково. Под руководством Бориса Борисовича четыре спортсмена выполнили норматив КМС и два МС. Борис Борисович был главным инициатором в создании класса Д3-спринт.

## Спортивные достижения

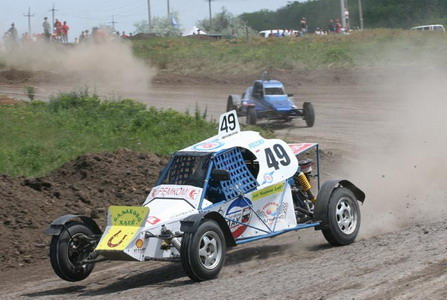
Цеханович на багги

- 1988 г. — 1 место в личном зачете Чемпионата Госагропрома СССР в классе СКА 7-10.
- 1994 г. — 1 место в чемпионате России по кроссу (чемпион России в классе Д3/5)
- 1997 г. — 1 место в чемпионате России по кроссу (чемпион России в классе Д3/5)
- 1999 г. — победитель Кубка России по автомобильному кроссу в зачетной группе Д3-спринт
- 1999 г. — победитель Кубка России по автомобильному кроссу в зачетной группе Д3-1600
- 2000 г. — обладатель Кубка России по автомобильному кроссу в зачетной группе Д3-спринт
- 2003 г. — 1 место в чемпионате России по кроссу (чемпион России в классе Д3-1300)[2]
- 2005 г. — 1 место в чемпионате России по кроссу (чемпион России в классе Д3-1300)[3]
- 2007 г. — 1 место в чемпионате России по кроссу (чемпион России в классе Д3-спринт [4]
- 2010 г. — 1 место в чемпионате России по кроссу (чемпион России в классе Д3-спринт)[5][6]